# گاه‌شمار پهلوی
این نوشتار به رویدادهای مهم سلسله پهلوی از سال ۱۹۲۵ تا ۱۹۷۹ میلادی (۱۳۰۴ تا ۱۳۵۷ خورشیدی) به صورت سالشمار اشاره دارد.

## رضاشاه

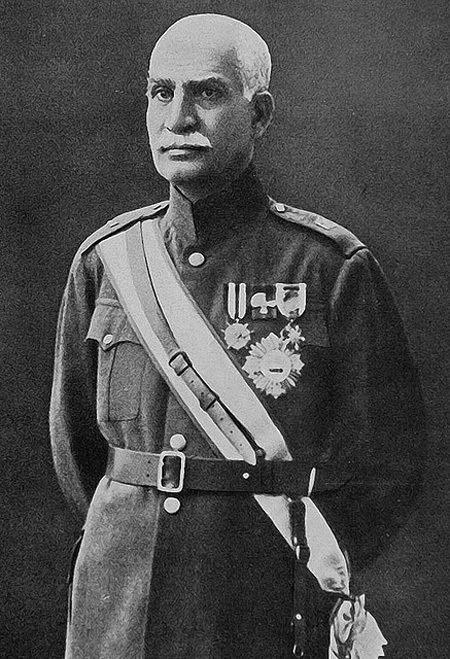
رضاشاه، بنیان‌گذار شاهنشاهی پهلوی

- ۱۹۲۵ تصویب پایان سلطنت قاجار با اکثریت آرا توسط مجلس شورای ملی
- تصویب شدن قانون سربازی اجباری در مجلس شورای ملی
- برگزاری انتخابات و تشکیل مجلس مؤسسان نخست ایران
- اعلام رسمی انحلال سلطنت قاجار با تغییر اصول ۳۶، ۳۷، ۳۸ و ۴۰ متمم قانون اساسی مشروطه و برگزیدن رضاخان پهلوی از سوی مجلس مؤسسان به عنوان شاه ایران
- حاجی سیاح (میرزا محمدعلی محلاتی)، اولین ایرانی-آمریکایی، جهانگرد، مشروطه خواه، فعال حقوق بشر، که در سن ۲۳ سالگی سفری به سراسر جهان را آغاز کرد که ۱۸ سال به طول انجامید، و نویسنده. سفرنامه حاج سیاح به فرنگ (۱۳۶۳)، درگذشت.

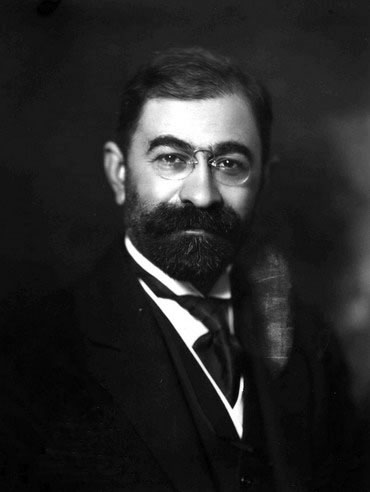
محمدعلی فروغی

- محمدعلی فروغی نخست‌وزیری را بر عهده گرفت.
- نشریه آینده در ماه ژوئیه به سردبیری بنیانگذار ناسیونالیست آن، دکتر محمود افشار یزدی، انتشار خود را آغاز می‌کند.
- جرج کرزن (متولد ۱۸۵۹)، دولتمرد، امپریالیست، محقق، جهانگرد، و نویسنده کتاب ایران و مسئله ایران (۲ جلد، ۱۸۹۲)، درگذشت.
- لویی چارلز کاسارتیلی (متولد ۱۸۵۲)، محقق انگلیسیِ زبان‌ها و ادیان ایران باستان، استاد زبان‌های ایرانی در دانشگاه منچستر و نویسنده کتاب فلسفه دینی مزدایی در زمان ساسانیان (۱۸۸۴) درگذشت.
- کریستیان بارتولومه (متولد ۱۸۵۵)، محقق برجسته آلمانی مطالعات ایران و هند و اروپایی، استاد زبان‌شناسی تطبیقی و سانسکریت در دانشگاه هایدلبرگ، نویسنده مهم‌ترین و تأثیرگذارترین فرهنگ لغت زبان‌های ایران باستان، تحقیقات درباب سکه‌شناسی اشکانی، خاطره‌های مجمع آثار عتیقه، ترجمهٔ گات‌ها، ترجمهٔ ارت‌یشت و فرهنگ لغات قدیم درگذشت.
- ۱۹۲۵–۱۹۲۹ ارتش ایران برای تحت کنترل درآوردن طوایف قشقایی علیه آنها لشکرکشی می‌کند.
- ۱۹۲۶ تاجگذاری رضاشاه در کاخ گلستان تهران
- روزنامه اطلاعات در ۱۹ تیرماه توسط عباس مسعودی تأسیس شد. بعد از انقلاب سال ۱۹۷۹ این روزنامه به عنوان روزنامه دولتی به کار خود ادامه داد.
- اتاق بازرگانی توسط دولت تشکیل می‌شود و حاج حسین آقا مهدوی امین الضرب رئیس آن می‌شود.
- خدمت سربازی اجباری آغاز می‌شود و هر سرباز باید دو سال کامل خدمت کند.
- افتتاح سامانه تلفن مرکزی تهران.
- غلامحسین درویش خان (متولد ۱۸۷۲)، استاد موسیقی کلاسیک ایرانی، آهنگساز و معلم نامدار درگذشت.
- ادوارد گرانویل براون (متولد ۱۸۶۲)، محقق برجسته بریتانیایی ادبیات، تاریخ و فرهنگ فارسی، مورخ برجسته نهضت بابی، حامی سرسخت مشروطیت و آزادی ایرانی، نویسنده کتاب یک سال در میان ایرانیان (۱۸۹۳)، الف. تاریخ ادبی ایران (جلد ۴، ۲۴–۱۹۰۲) و انقلاب ۱۹۰۵–۱۹۰۹ ایران (۱۹۱۰) و ویراستار تعدادی از متون بابی درگذشت.
- گرترود بل (زادهٔ ۱۸۶۸)، جهانگرد، باستان‌شناس، نویسنده، شاعر، نویسنده سفرنامه بریتانیایی. تصاویر ایرانی. کتاب سفر (۱۸۹۴) و ترجمة منظوم حافظ با عنوان اشعاری از دیوان حافظ (۱۸۹۷)، درگذشت.
- ژان باتیست فوریه (متولد ۱۸۴۲)، پزشک نظامی فرانسوی، پزشک شخصی ناصرالدین شاه (۱۸۸۹–۱۸۹۲) و نویسنده Trois ans à la cour de Perse (1900)، درگذشت.
- ۱۹۲۸–۱۹۲۶ دوره ششم مجلس شورای ملی

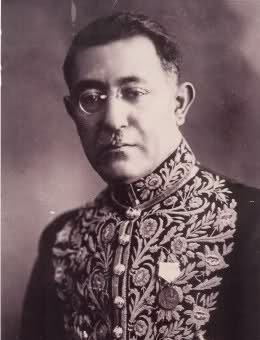
علی‌اکبر داور

- ۱۹۲۷ علی‌اکبر داور، وزیر دادگستری و یکی از معماران اصلی دولت پهلوی، وزارتخانه را بازنگری و اصلاح می‌کند. او برای تصویب قوانین مدنی و تجاری جدید که عملاً نظام حقوقی را سکولاریزه می‌کند و همچنین سلب اختیارات قضایی روحانیون تلاش می‌کند.
- معاهده ضمانت و بی‌طرفی با اتحاد جماهیر شوروی منعقد می‌گردد. بر اساس مفاد این معاهده، هر یک از طرفین باید از حمله به طرف دیگر خودداری کند و در صورتی که طرف دیگر بدون تحریک شخص ثالث مورد حمله قرار گیرد، بی‌طرف بماند.
- امتیازات کاپیتولاسیون همه بیگانگان مقیم ایران لغو می‌شود و اتباع خارجی تابع صلاحیت قضایی ایران می‌شوند و به میراث تحقیرآمیز دوران قاجار پایان داده می‌شود.
- مهدی‌قلی هدایت مخبرالسلطنه نخست‌وزیری را بر عهده گرفت.
- تربیت بدنی وارد سیستم مدرسه می‌شود.
- دانشکده حقوق و دانشکده علوم سیاسی با هم ترکیب می‌شوند تا دانشکده حقوق و علوم سیاسی جدید را تشکیل دهند و علی‌اکبر دهخدا به عنوان رئیس آن انتخاب می‌شود.
- ایرج میرزا (متولد ۱۸۷۴)، شاعر، طنزپرداز و یکی از محبوب‌ترین شاعران ایرانی که به خاطر آسانی و روان بودن اشعار و نوآوری‌های زبانی اش مورد توجه بود، درگذشت.
- ۱۹۳۲–۱۹۲۷ شرکت یونکرس آلمان خدمات هوایی منظمی را به تهران، اصفهان و بوشهر برقرار می‌کند.
- ۱۹۲۸ مجلس شورای ملی قانونی را تصویب کرد که سالانه ۱۰۰ دانش آموز تحت حمایت دولت را برای ادامه تحصیل به اروپا اعزام کند.
- مجلس شورای ملی قانون انحصار تجارت تریاک را تصویب می‌کند که سرآغاز شکل‌گیری اقتصاد تحت کنترل دولت است.
- تأسیس بانک ملی به عنوان بانک تجاری و مرکزی.
- بندر انزلی به بندر پهلوی تغییر نام داد.
- دانشکده کشاورزی در کرج افتتاح شد.
- اولین فهرست اسامی جغرافیایی در ایران (جنوب) برای کمیته دائمی نام‌های جغرافیایی توسط انجمن سلطنتی جغرافیای لندن منتشر شد.
- قانون لباس متحدالشکل در مجلس شورای ملی تصویب شد و شهروندان را ملزم به پوشیدن لباس غربی و کلاه پهلوی کرد.
- ۱۹۳۰–۱۹۲۸ دوره هفتم مجلس شورای ملی
- ۱۹۲۹ مجلس شورای ملی قانون منع تجارت برده را تصویب کرد.
- امان‌الله شاه، پادشاه مدرن‌گرای افغانستان، به ایران سفر کرد.
- کارل فریدریش گلدنر (متولد ۱۸۵۲)، محقق آلمانی زبان‌های باستانی ایران و هند، استاد دانشگاه برلین، نویسنده Über die Metrik des jüngeren Avesta (1877) و ویراستار نسخه معتبر اوستا، اوستا: کتاب مقدس پارسیان (جلد ۳، ۹۶–۱۸۸۶)، درگذشت.
- دومین فهرست اسامی جغرافیایی در ایران (شمال) که برای کمیته دائمی نام‌های جغرافیایی انجام شده بود، توسط انجمن جغرافیایی سلطنتی لندن منتشر شد.
- ۱۹۳۰ شرکت نفت ایران و انگلیس (APOC) با وجود اعتراضات دولت و تقاضای مردم از لغو یا تغییر امتیاز نفت خودداری می‌کند.
- ادیب پیشاوری (متولد ۱۸۴۴)، شاعر، ادیب و محقق درگذشت.
- روابط سیاسی با ژاپن برقرار شد.
- کانون وکلا تأسیس شد.
- مجلس قانون حفاظت و صیانت از آثار تاریخی کشور را تصویب کرد. قانون آثار باستانی همچنین انحصار فرانسه در کاوش‌های باستان‌شناسی را خاتمه می‌دهد و مشارکت سایر اتباع در محوطه‌های باستان‌شناسی را تشویق می‌کند.
- سید جلال‌الدین کاشانی، ناشر و سردبیر روزنامه پرنفوذ حبل المتین درگذشت.
- ادوارد زاخائو (متولد ۱۸۴۵)، مستشرق آلمانی، استاد دانشگاه برلین، ویراستار و مترجم به آلمانی کتاب آثار الباقیه عن القرون الخالیه ابوریحان بیرونی به عنوان Chronologie orientalischer Volker (دو جلد، ۱۸۷۶–۱۸۷۸)، درگذشت.
- واسیلی بارتلد (متولد ۱۸۶۹)، شرق‌شناس و مورخ برجسته روسی، نویسنده ترکستان تا حمله مغول (ویرایش انگلیسی بازبینی شده، ۱۹۲۳) و آثار دیگر در مورد آسیای مرکزی و تاریخ آن، و ۲۴۷ مقاله در چاپ اول دایرةالمعارف اسلام، درگذشت.
- یوزف مارکوارت (متولد ۱۸۶۴)، محقق برجسته ایران‌شناسی، مورخ، فیلولوژیست، نویسنده Erānšahr nach der Geographie des Ps. Moses Xorenac’i (1901) و Wehrot und Arang (1938) درگذشت.
- فریدریش کارل آندرئاس (متولد ۱۸۴۶)، ایران‌شناس بانفوذ آلمانی، استاد دانشگاه گوتینگن و اولین محققی بود که زبان سغدی را در میان اسناد کاوش شده در تورفان شناسایی کرد، و نویسنده Mitteliranische Manichaica aus Chinesisch-Turkestan، که پس از مرگ توسط W. B. Henning (جلد ۳، ۱۹۳۲–۱۹۳۴) ویرایش و منتشر شد، درگذشت.
- تئودور نولدکه (متولد ۱۸۳۶)، سامی‌شناس و ایران‌شناس برجسته، مترجم و حاشیه‌نویس بخش ساسانی تاریخ طباری به‌عنوان Geschichte der Perser und Araber zur Zeit der Sasaniden (1879)، نویسنده Orientalische Skizzen the Iranian (1892) Nationalepos (حماسه ملی ایران، ویرایش دوم تجدید نظر شده، ۱۹۲۰)، درگذشت.
- ۱۹۳۰–۱۹۳۲ دوره هشتم مجلس شورای ملی
- ۱۹۳۱ تمدید قراردادهای بازرگانی با اتحاد جماهیر شوروی که امتیازات بسیار مطلوبی به هیئت‌های تجاری روسیه می‌دهد.
- قانون انحصار تجارت خارجی به تصویب مجلس می‌رسد.
- اجرای قوانین کیفری جدید.
- ۱۹۳۲ انحصار انتشار ارز از بانک شاهنشاهی فارس (تشکیلات انگلیسی) به بانک ملی ایران منتقل می‌شود و پایه پول فارسی از قران به ریال تغییر می‌یابد.
- فیصل دوم، پادشاه عراق و نوری السعید پاشا، نخست وزیرش، به ایران سفر کردند که گام مهمی در جهت بهبود روابط دو کشور است.
- محمدحسین کازرونی، بنیانگذار صنایع نساجی در اصفهان در سن ۸۰ سالگی درگذشت. دولت خانواده‌ها را تشویق می‌کند تا از پارچه‌های خود برای فرزندان خود در مدرسه استفاده کنند تا اقدامی برای ارتقای صنعت ملی شود.
- حسن مستوفی‌الممالک (متولد ۱۸۷۵)، دولتمرد ملی‌گرا محبوب و نخست‌وزیر سابق، درگذشت.
- مجلس شورای ملی قانون اندازه‌گیری را با تصویب سیستم متریک تصویب می‌کند.
- قراردادی بین ایران و ترکیه امضا شد که مرزهای مشترک آنها را مشخص می‌کرد.
- ویلهم لیتن (متولد ۱۸۸۰)، کنسول آلمان و نویسنده قانون اساسی جدید ایران مروری بر عملکرد قانونگذاری تا به امروز مجلس ایران درگذشت.
- مجلس شورای ملی امتیاز نفت دارسی را لغو کرد. دولت بریتانیا این موضوع را به شورای جامعه ملل می‌کشاند که مذاکرات مستقیم را توصیه می‌کند. اختلاف بر سر این موضوع بین کابینه رضاشاه و نمایندگان شرکت نفت انگلیس و ایران ادامه دارد.
- ۱۹۳۳ رضاشاه که از سوی انگلیسی‌ها (به دلیل در خواست لغو امتیاز نفت دارسی) ناگهان به خواسته‌های بریتانیا تن داد، باعث ناراحتی و ناامیدی کابینه‌اش شد. نتیجتاً قرارداد جدیدی با شرکت نفت انگلیس و ایران منعقد می‌شود و ایران بسیاری از ادعاهای خود را رها می‌کند. مجلس قانون جدید امتیاز نفت را تصویب کرد و مدت آن را ۳۰ سال تمدید کرد.

- افتتاح بانک کشاورزی ایران
- محمدعلی فروغی نخست‌وزیری را بر عهده گرفت.
- عبدالحسین تیمورتاش، وزیر دربار، یکی از معماران حکومت پهلوی و نوسازی کشور و از نزدیکان رضاشاه به دستور رضاشاه برکنار، زندانی و در زندان به قتل رسید.
- گای لسترنج (متولد ۱۸۵۴)، مستشرق بریتانیایی، نویسنده جغرافیای تاریخی سرزمین‌های خلافت شرقی، ایران و آسیای مرکزی، از فتح مسلمانان تا زمان تیمور (۱۹۰۵)، و مترجم دون خوان داپرس (۱۹۲۶) و کتاب گزارشی از سفرهای دون خوان به ایران و اقامت در آن، درگذشت.
- فردریک رابرت مارتین (متولد ۱۸۶۸)، مورخ هنر بریتانیایی و نویسنده کتاب نقاشی مینیاتور و نقاشان ایران، هند و ترکیه از قرن هشتم تا هجدهم (۲ جلد، ۱۹۱۲)، درگذشت.
- جیوانجی جمشیدجی مودی (متولد ۱۸۵۴)، کشیش زرتشتی، محقق ایرانشناسی، سخنران و جهانگرد، نویسنده مراسم مذهبی و آداب و رسوم پارسی‌ها (۱۹۲۲)، و سفرهای من به خارج از بمبئی (نوشته شده به زبان گجراتی (۱۹۲۶)، درگذشت.
- عارف قزوینی (زادهٔ ۱۸۸۰)، شاعر و موسیقی‌دان محبوب درگذشت.
- نمایش فیلم «دختر لر»؛ نخستین فیلم ناطق ایرانی
- ۱۹۳۳–۱۹۳۵ دوره نهم مجلس شورای ملی
- ۱۹۳۴ مجلس قانونی را تصویب کرد که طی پنج سال ۲۵ مدرسه تربیت معلم و یک دانشکده تربیت مدرس ایجاد شود.
- جعفرقلی‌خان بختیاری (زاده ۱۸۷۹)، فعال در انقلاب مشروطه، وزیر سابق جنگ و معتمد نزدیک رضاشاه، که سال قبل از کابینه برکنار شده بود، به دستور شاه در زندان به قتل رسید.
- اداره گمرک که از اوایل قرن بیستم زیر نظر مدیران بلژیکی بود به مقامات ایرانی واگذار شد.
- رضا شاه از ترکیه بازدید می‌کند و تحت تأثیر اصلاحات کمال آتاتورک قرار می‌گیرد و عزم او را برای تسریع روند مدرنیزاسیون در ایران، از جمله کشف حجاب از زنان، تقویت می‌کند.
- افتتاح ساختمان مرکزی پست تهران.
- تشکیل خبرگزاری پارس.
- کنگره بین‌المللی فردوسی به مناسبت هزارمین سالگرد درگذشت این شاعر با حضور تعداد زیادی از ایران شناسان خارجی در تهران برگزار شد. بنای آرامگاه فردوسی در طوس افتتاح شد.
- ۱۹۳۵ افتتاح دانشگاه تهران با شش دانشکده الهیات، ادبیات و علوم انسانی، حقوق، پزشکی، علوم و فنون و همچنین دانشکده تربیت معلم.
- فرهنگستان زبان فارسی با ریاست محمدعلی فروغی افتتاح گردید. وظیفه این فرهنگستان ابداع یا گزینش واژه‌های فارسی برای برخی واژه‌ها و مفاهیم بیگانه بود. با روحیه وطن‌پرستی، تعدادی از کلمات فارسی جایگزین کلمات عربی می‌شود، فعالیت فرهنگستان در سال ۱۹۴۱ با کناره‌گیری رضا شاه پایان می‌یابد.
- دولت به مردم دستور می‌دهد که لباس یکنواخت به سبک غربی (لباس یک شکل) و کلاه غربی (کلاه شاپو) را انتخاب کنند و همه افراد از پوشیدن عبا و عمامه بدون تأیید قبلی مقامات منع می‌شوند.
- قیام در مسجد گوهرشاد مشهد علیه لباس پوشیدن به سبک جدید غربی به تلفات سنگین پس از تیراندازی نیروهای دولتی به روحانیان و عموم مردم در حرم علی‌بن‌موسی‌الرضا منجر می‌شود. محمدولی اسدی، تولیت حرم، به عنوان مجرم به جرم ترک وظیفه اعدام می‌شود.
- تأسیس دانشکده نظامی (دانشگاه جنگ).
- افتتاح کانون بانوان با حضور چهره‌های شاخص جنبش حقوق زنان در ایران و تشویق علی‌اصغر حکمت، وزیر آموزش و پرورش.
- تأسیس شرکت بیمه ایران.
- حسن پیرنیا مشیرالدوله (متولد ۱۸۷۱)، دولتمرد، مورخ مشهور و نویسنده کتاب تاریخ ایران باستان (تاریخ ایران باستان، ۳ جلد)، درگذشت.

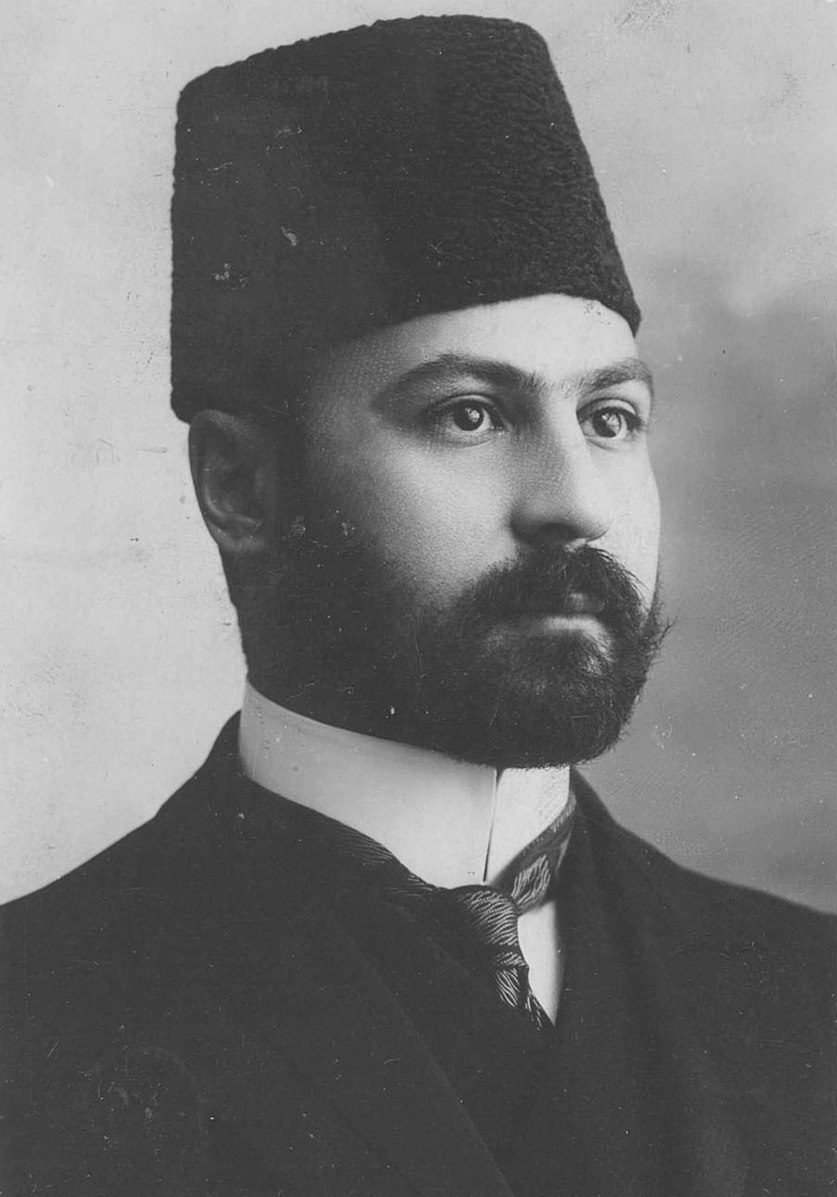
حسن پیرنیا نویسنده کتاب تاریخ ایران باستان

- محمود جم نخست‌وزیری را بر عهده گرفت.
- بنا به پیشنهاد سفیر ایران در آلمان، از دولت‌های خارجی درخواست می‌شود که به‌جای نام پرشیا و امثال آن، از نام «ایران» به عنوان نام رسمی کشور استفاده شود.
- فردریش روزن (متولد ۱۸۵۶)، مستشرق آلمانی، دیپلمات، نویسنده کتاب Elementa persica (1915)، Persien in Wort und Bild (1926)، ترجمه به آلمانی رباعیات عمر خیام (۱۹۳۰)، و ویراستار تعدادی از متون فارسی، درگذشت.
- ۱۹۳۵ تا ۱۹۳۷ دوره دهم مجلس شورای ملی
- ۱۹۳۶ همسر رضاشاه و دخترانش در یک مراسم عمومی در مدرسه جدید تربیت معلم در تهران بی‌حجاب ظاهر شدند.
- پوشیدن حجاب سنتی (چادر) برای زنان ممنوع اعلام می‌شود.(کشف حجاب)
- روابط ایران و آمریکا در نتیجه دستگیری سفیر ایران در واشینگتن به دلیل تخلفات رانندگی قطع می‌شود.
- کمپین سوادآموزی بزرگسالان با ایجاد کلاس‌های بزرگسالان، به ویژه برای پایین‌ترین رده از کارمندان دولت آغاز می‌شود.
- یالمار شاخت، وزیر دارایی آلمان، با سفر به ایران، آغاز روابط تجاری نزدیک‌تر بین دو کشور را آغاز می‌کند.
- درگذشت شیخ خزعل حکمران خرمشهر و رئیس قبیلهٔ بنی‌کعب در خوزستان
- میرزا محمد حسین نائینی (متولد ۱۸۶۰)، رهبر مذهبی که از انقلاب مشروطه حمایت می‌کرد و استدلال می‌کرد که مفهوم مشروطیت با تشیع سازگار است، درگذشت.
- آنتوان میه (متولد ۱۸۶۶)، هندواروپایی‌دان برجسته فرانسوی، محقق پیشگام در زبان‌شناسی ایران و ارمنی، نویسنده مطالعات ریشه‌شناسی و واژگان اسلاوی قدیم (۲جلد، ۱۹۰۲–۱۹۰۵)، دستور زبان فارسی باستان (۱۹۱۵)، و سه سخنرانی در مورد گاتاهای اوستا (۱۹۲۵)، درگذشت.
- ۱۹۳۷ عبدالکریم حائری یزدی (متولد ۱۸۵۹)، پیشوای دینی و مؤسس حوزه علمیه قم که در سازماندهی تدریس کلامی در ایران نقش بسزایی داشت، درگذشت.

- علی‌اکبر داور (متولد ۱۸۸۵) یکی از دولتمردان اصلی در سیاست مدرن سازی رضا شاه و طراح اصلی قوانین مدنی، تجاری و کیفری جدید، وزیر دادگستری. مالی، خودکشی کرد.
- گروهی متشکل از ۵۳ ملی‌گرای تحصیل‌کرده و با گرایش چپ، به رهبری دکتر تقی ارانی، دستگیر و زندانی شدند.
- معاهده سعدآباد، یک پیمان عدم تجاوز متقابل با هدف ارتقای اتحاد سیاسی و همکاری اقتصادی، بین افغانستان، ایران، عراق و ترکیه امضا شد.
- سید حسن مدرس، روحانی برجسته و رهبر سابق جناح اقلیت در مجلس، که مخالف نقشه‌های رضاشاه بود، در حالی که در کاشمر در بازداشت بود توسط نیروهای امنیتی کشته شد.
- بوف کور صادق هدایت، اثر مهم داستان مدرن فارسی منتشر شد.
- ادگار بلوشه (متولد ۱۸۷۰)، مورخ هنر فرانسوی، کتاب‌شناس، مترجم به فرانسوی برگزیده‌های جامع التواریخ رشیدالدین (۱۹۱۱)، و نویسنده نقاشی‌هایی از نسخه‌های خطی شرقی در کتابخانه ملی (۱۹۱۴–۱۹۲۰) درگذشت.
- آبراهام والنتاین ویلیامز جکسون (متولد ۱۸۶۲)، محقق برجسته و پیشگام آمریکایی در مطالعات ایرانی، استاد دانشگاه کلمبیا، مؤسس و سردبیر مجموعه هند و ایرانی دانشگاه کلمبیا (۱۳ جلد، ۱۹۳۲–۱۹۰۱)، نویسنده کتاب زرتشت، پیامبر ایران باستان (۱۸۹۹)، دستور زبان اوستایی در مقایسه با سانسکریت (۱۸۹۲)، از قسطنطنیه تا خانه عمر خیام: سفر در ماوراء قفقاز و شمال ایران برای تحقیقات تاریخی و ادبی (۱۹۱۱)، و پژوهش‌هایی در مانوی (۱۹۳۲) درگذشت.
- ۱۹۳۷ تا ۱۹۳۹ دوره یازدهم مجلس شورای ملی
- ۱۹۳۸ روابط با فرانسه به دلیل انتشار مقاله ای در مطبوعات فرانسه در انتقاد از رضا شاه قطع شد.
- فیروز فیروز، وزیر سابق دارایی (۱۹۲۵–۱۹۲۹) که در سال ۱۹۲۹ از سمت خود برکنار شده بود، در حالی که سال‌ها مورد توجه شاه نبود، در حالی که در بازداشت در سمنان بود، توسط پلیس کشته می‌شود.
- نیروگاه برق تهران آغاز به کار کرد.
- سیستم راه‌آهن سراسری ایران که تماماً با سرمایه ایران ساخته شده و عمدتاً از گمرکات قند و چای تأمین گردید، توسط رضا شاه افتتاح شد. این راه‌آهن از خرمشهر به تهران تا بندر شاه (بندر امام خمینی) امتداد دارد و خلیج فارس را به دریای خزر متصل می‌کند.
- ۱۹۳۹ محمدرضا پهلوی برای ازدواج با فوزیه، خواهر ملک فاروق یکم پادشاه مصر، به این کشور سفر کرد.
- آغاز جنگ جهانی دوم و اعلام بیطرفی از جانب ایران
- ۱۹۴۰ برای انجام سرشماری در شهر تهران، مردم شهر از خروج از خانه‌ها منع شدند. جمعیت تهران بر طبق این سرشماری ۵۴۰ هزار نفر اعلام شد.
- اولین فرستنده رادیویی ایران در تهران کلید خورد. این فرستنده رادیویی تنها هشت ساعت برنامه از جمله اخبار و موسیقی ایرانی را پخش می‌کرد.

## محمدرضاشاه

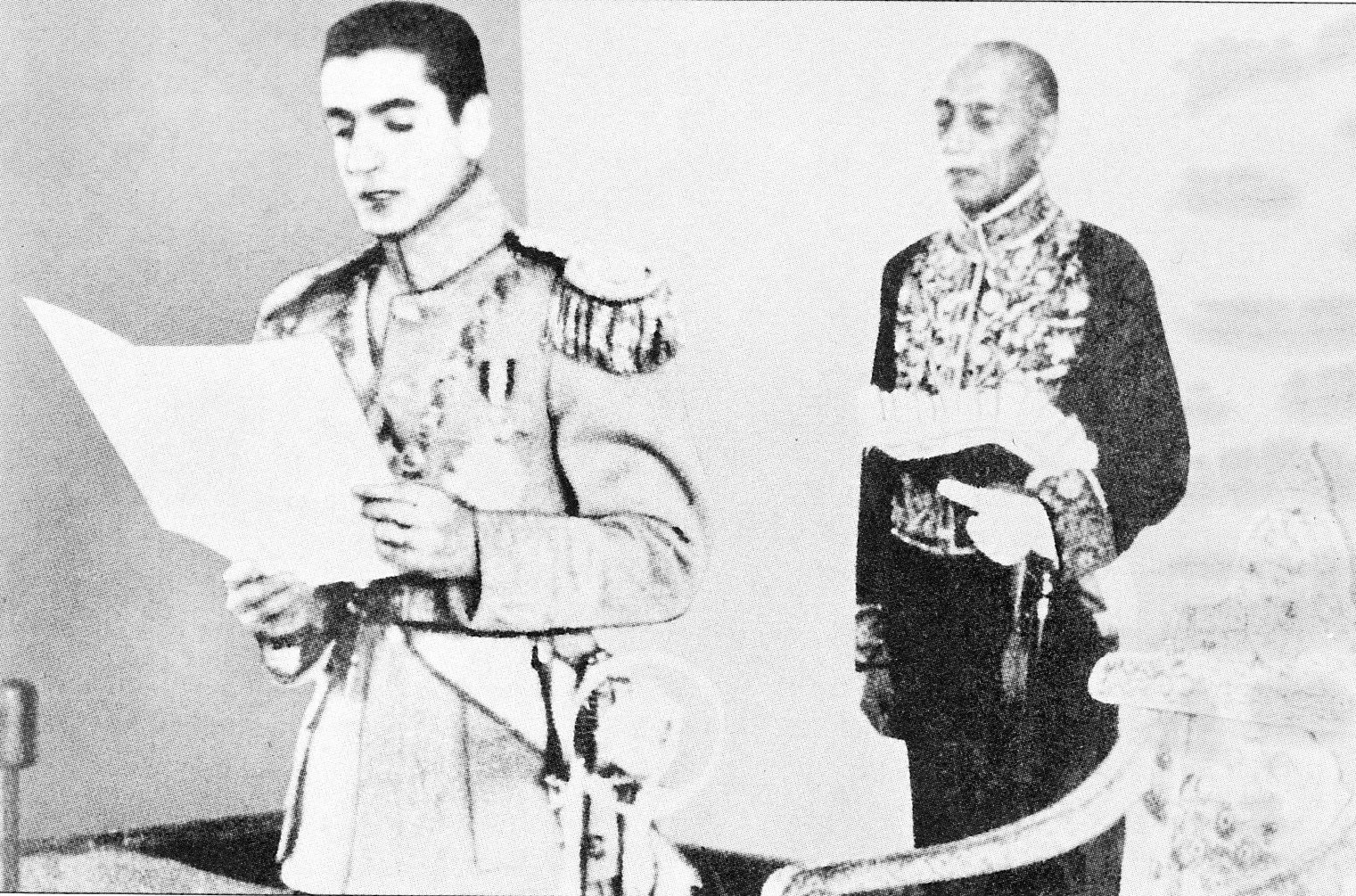
سوگند پادشاهی محمدرضا در مجلس شورای ملی

- ۱۹۴۱ حمله مشترک بریتانیا و شوروی و اشغال ایران در جنگ جهانی دوم
- برکناری و تبعید رضاشاه و آغاز پادشاهی محمدرضا پهلوی
- آغاز قحطی ۱۳۲۲–۱۳۲۰ ایران
- ۱۹۴۲ شورش نان در تهران
- ۱۹۴۳ شیوع بیماری تیفوس در تهران به دلیل وخامت وضع زندگی مردم هنگام اشغال نظامی ایران در جنگ جهانی دوم
- ۱۹۴۴ درگذشت رضاشاه پهلوی
- ۱۹۴۵ پیروزی متفقین و پایان جنگ جهانی دوم
- تأسیس سازمان ملل متحد و پیوستن ایران به عنوان یکی از ۵۰ عضو بنیان‌گذار
- ۱۹۴۶ تأسیس باشگاه فوتبال برق شیراز به‌عنوان نخستین باشگاه فوتبال در ایران
- تأسیس دانشگاه شیراز
- بازپس‌گیری آذربایجان، سقوط حکومت خودمختار آذربایجان و جمهوری مهاباد و شکست شوروی در تجزیه ایران
- تاسیس جمعیت فدائیان اسلام توسط سید مجتبی نواب صفوی
- ترور احمد کسروی توسط گروه فدائیان اسلام
- ۱۹۴۹ ترور عبدالحسین هژیر توسط گروه فدائیان اسلام
- اولین ترور ناموفق محمد رضا پهلوی توسط ناصر فخرآرایی
- ۱۹۵۰ ترور حاجعلی رزم‌آرا توسط گروه فدائیان اسلام
- ۱۹۵۱ ازدواج محمد رضا پهلوی با ثریا اسفندیاری
- ملی شدن صنعت نفت ایران
- ۱۹۵۲ ترور نافرجام حسین فاطمی توسط گروه فدائیان اسلام
- ۱۹۵۳ کودتای ۲۸ مرداد، سرنگونی دولت محمد مصدق، آغاز دولت فضل‌الله زاهدی و بازگرداندن محمدرضا پهلوی به سلطنت
- ۱۹۵۵ تیرباران چند تن از اعضای اصلی گروه فدائیان اسلام از جمله سید مجتبی نواب صفوی
- ترور نافرجام حسین علاء توسط گروه فدائیان اسلام
- کشته شدن سید عبدالحسین واحدی از اعضای مهم جمعیت فدائیان اسلام توسط تیمور بختیار
- ۱۹۵۶ رایگان شدن تحصیل در دانشگاه‌های ایران
- ۱۹۵۷ تاسیس ساواک
- ۱۹۵۹ ازدواج محمدرضا پهلوی با فرح دیبا
- ۱۹۶۰ تأسیس بانک رفاه کارگران
- تأسیس بانک مرکزی
- تاسیس سازمان اوپک و پیوستن ایران به آن به عنوان یکی از ۵ عضو بنیان‌گذار
- ۱۹۶۱ درگذشت سید ابوالقاسم کاشانی مرجع تقلید شیعیان
- ۱۹۶۲ تصویب منشور انقلاب سفید
- ادغام دو شرکت ایرانیان ایرویز و پرشین ایرسرویس در یکدیگر و تأسیس شرکت هواپیمایی ملی ایران (هما)، با نام بین‌المللی ایران ایر
- ورود اولین کامپیوتر به ایران
- ۱۹۶۳ حمله مأموران ساواک به مدرسه فیضیه قم
- تظاهرات ۱۵ خرداد در پی بازداشت سید روح‌الله خمینی در انتقاد به تصویب‌نامه انجمن‌های ایالتی ولایتی و انقلاب سفید

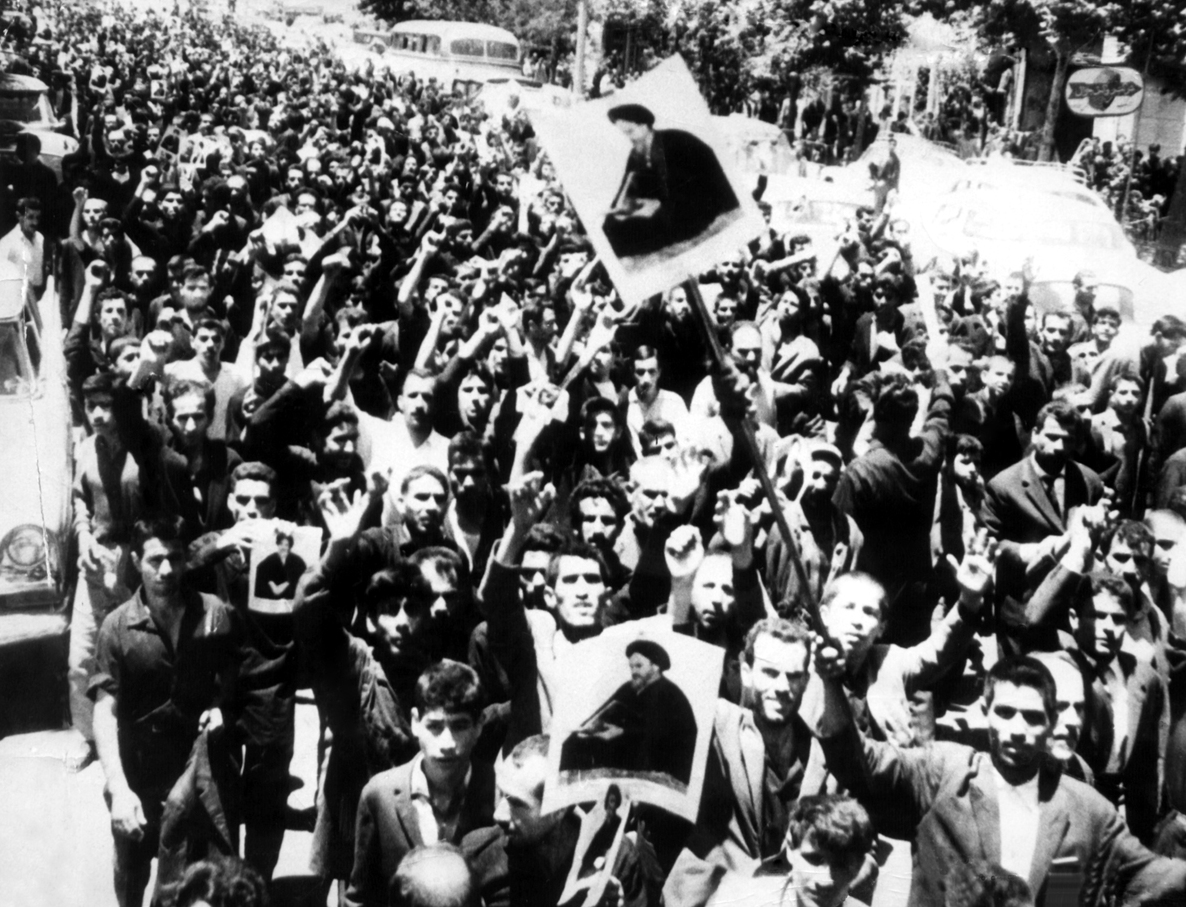
تظاهرات ۱۵ خرداد ۱۳۴۲

- ۱۹۶۴ تصویب قرارداد وین درباره روابط سیاسی و مخالفت خمینی
- تبعید سید روح الله خمینی به ترکیه به دلیل مبارزه با کاپیتولاسیون[۱][۲]
- ۱۹۶۵ دومین ترور ناموفق محمد رضا پهلوی توسط رضا شمس‌آبادی
- تأسیس سازمان مجاهدین خلق ایران
- تأسیس دانشگاه صنعتی آریامهر (صنعتی شریف کنونی)
- افتتاح کانون پرورش فکری کودکان و نوجوانان
- ۱۹۶۶ درگذشت محمد مصدق
- ۱۹۶۷ افتتاح کارخانهٔ خودروسازی ایران ناسیونال (ایران خودرو کنونی)
- ۱۹۶۷ تاج‌گذاری محمدرضا پهلوی به همراه خانواده در کاخ گلستان
- ۱۹۷۱ روی دادن واقعه سیاهکل
- برگزاری جشن‌های ۲۵۰۰ ساله شاهنشاهی ایران در تخت جمشید با هزینه زیاد و شرکت سران حکومتی و پادشاهان ۶۹ کشور جهان
- بهره‌برداری از برج شهیاد (برج آزادی کنونی)
- استقلال بحرین[۳]
- باز پس‌گیری جزایر سه‌گانه ابوموسی، تنب بزرگ و تنب کوچک از اشغال بریتانیا
- ۱۹۷۲ برف و بوران ۱۳۵۰ ایران با مرگ بیش از ۴۰۰۰ نفر و مدفون‌شدن ۲۰۰ روستا زیر برف
- ۱۹۷۳ آغاز عملیات نظامی ارتش شاهنشاهی ایران در ظفار برای حفظ پادشاهی سلطان قابوس و سرکوب شورش ظفار
- ۱۹۷۴ افتتاح مجموعه ورزشی آریامهر (ورزشگاه آزادی کنونی) در تهران و بازی‌های آسیایی ۱۹۷۴ در این شهر
- آغاز درگیری‌های ۷۵-۱۹۷۴ اروندرود
- ۱۹۷۵ پایان درگیری ایران و عراق بر سر اروندرود با بستن پیمان‌نامه ۱۹۷۵ الجزایر و واگذاری قلمرو تا امتداد اروندرود به ایران توسط عراق
- تغییر گاه‌شماری ایران از گاه‌شماری هجری خورشیدی به گاه‌شماری شاهنشاهی
- پایان عملیات نظامی ارتش شاهنشاهی ایران در ظفار و ابقای پادشاهی سلطان قابوس
- ۱۹۷۷ درگذشت علی شریعتی پژوهشگر دینی و از نظریه‌پردازان انقلاب اسلامی ایران
- درگذشت سید مصطفی خمینی فرزند ارشد روح‌الله خمینی
- ۱۹۷۸ آتش زدن سینما رکس آبادان توسط انقلابیون
- زمین لرزه ۱۳۵۷ طبس
- تشکیل شورای انقلاب اسلامی ایران به ریاست مرتضی مطهری و به پیشنهاد خمینی
- سقوط دولت جمشید آموزگار و تشکیل دولت شریف‌امامی
- تظاهرات ۱۷ شهریور یا جمعه سیاه
- واقعه آتش سوزی مسجد جامع کرمان
- تظاهرات ۱۳ آبان دانش‌آموزان تهرانی به نشانه اعتراض در محوطه دانشگاه تهران با تیراندازی مأموران دولت جعفر شریف‌امامی و کشته‌شدن ۲ نفر از جمله ۱ دانش‌آموز و مجروح‌شدن ۳ نفر دیگر
- ۱۹۷۹ محمدرضا پهلوی ایران را ترک کرد.

در سال ۱۹۷۹ انقلاب اسلامی به رهبری روح‌الله خمینی منجر به پایان دوران پادشاهی در ایران می‌شود.

- بازگشت سید روح‌الله خمینی به ایران پس از ۱۴ سال تبعید
- تشکیل دولت موقت ایران و انتصاب مهدی بازرگان به ریاست دولت توسط روح‌الله خمینی
- امضا کردن اعلامیه بی‌طرفی ارتش توسط ۲۷ نفر از فرماندهان ارشد ارتش شاهنشاهی ایران
- پیروزی انقلاب اسلامی ایران، سقوط حکومت پهلوی و پایان نظام شاهنشاهی ایران